# Ładwa (stacja kolejowa)
Ładwa (ros. Ладва, krl. Ladva) – stacja kolejowa w miejscowości Ładwa-Wietka, w rejonie prionieżskim, w Karelii, w Rosji. Położona jest na linii Wołchow - Murmańsk.
Stacja powstała podczas I wojny światowej, na zbudowanej wówczas murmańskiej drodze żelaznej.

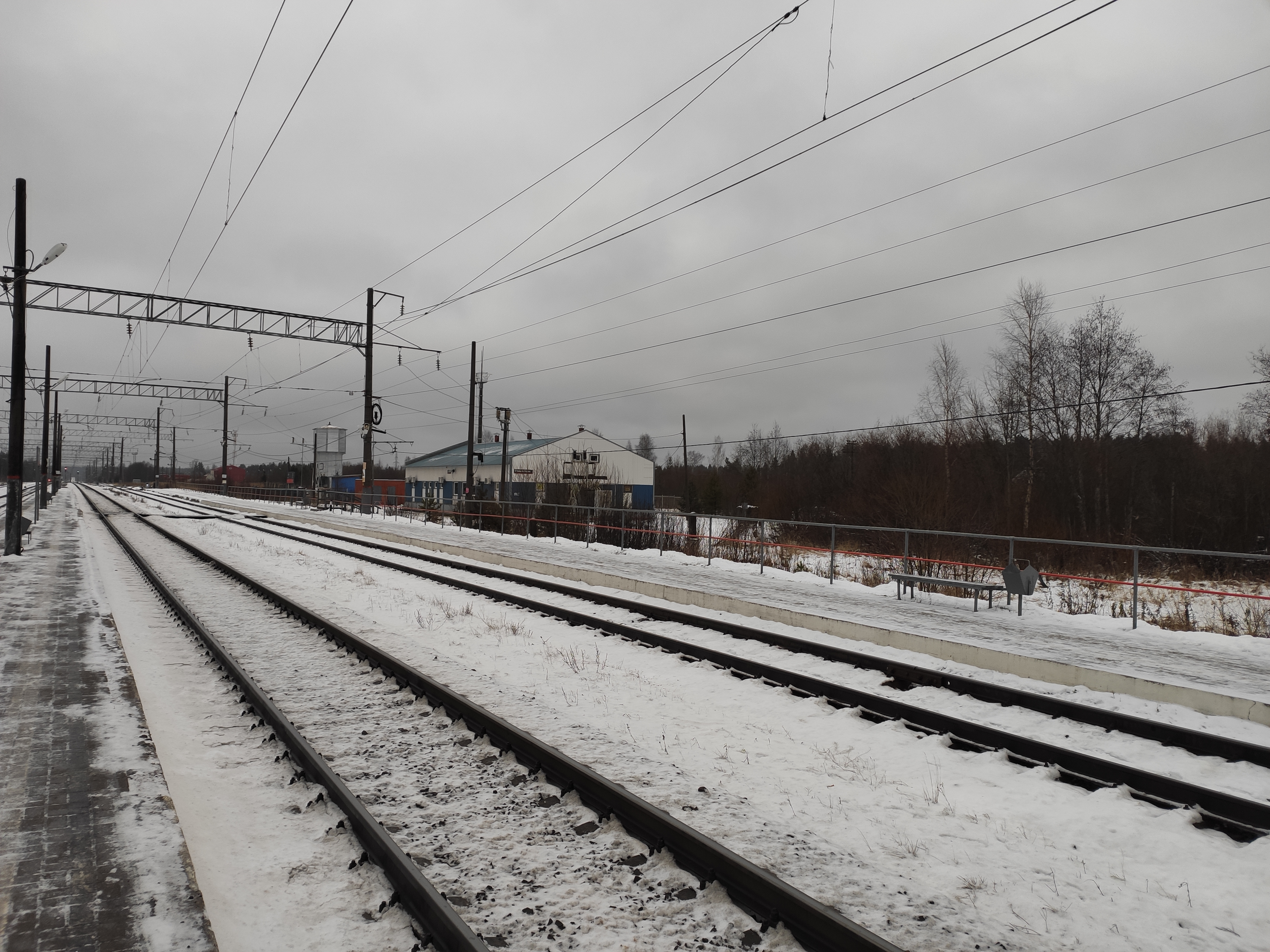
widok w stronę Murmańska
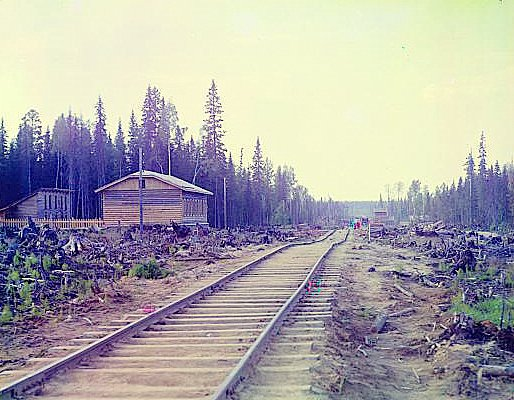
stacja na fotografii Siergieja Prokudina-Gorskiego